# Бенест
Бене́ст (фр. Benest) — коммуна во Франции, находится в регионе Пуату — Шаранта. Департамент — Шаранта. Входит в состав кантона Шампань-Мутон. Округ коммуны — Конфолан.
Код INSEE коммуны — 16038.

## География
Коммуна расположена приблизительно в 350 км к юго-западу от Парижа, в 65 км южнее Пуатье, в 50 км к северо-востоку от Ангулема.
Через территорию коммуны с юго-востока на северо-запад протекает река Шаранта.

## Население
Население коммуны на 2008 год составляло 361 человек.
| 1962 | 1968 | 1975 | 1982 | 1990 | 1999 | 2008 |
| ---- | ---- | ---- | ---- | ---- | ---- | ---- |
| 739  | 663  | 547  | 470  | 425  | 382  | 361  |

## Экономика
В 2007 году среди 205 человек в трудоспособном возрасте (15—64 лет) 109 были экономически активными, 96 — неактивными (показатель активности — 53,2 %, в 1999 году было 60,2 %). Из 109 активных работали 105 человек (59 мужчин и 46 женщин), безработных было 4 (0 мужчин и 4 женщины). Среди 96 неактивных 15 человек были учениками или студентами, 54 — пенсионерами, 27 были неактивными по другим причинам.

## Достопримечательности
- Церковь Сен-Жюстиньен (XII век). Исторический памятник с 1984 года[3]
  - Статуя «Мадонна с младенцем» (XVIII век). Высота — 115 см, дерево. Исторический памятник с 1976 года[4]
- Монастырь Сен-Жюстиньен
  - Памятная доска в честь подтверждения привилегий Бенеста Франциском I (1517 год). Размеры — 50×65 см, камень. На доске выгравирована надпись: L’AN MIL CINQ CENS ET DIX SEPT FRANCHISE DE BENAYS FUT AU NET MISE PAR FRANCOYS ROY DE FRANCE QUI LEUR BAILLA CESTE ALLEGENCE EN CONFIRMANT LEUR PRIVILLEGE DONE PAR CHARLEMAGNE EPEREUR CARONE DONE PAR LES ELEUZ A POITIERS QUI SOT ALBILLE ET CLAVEURIER. Исторический памятник с 1933 года[5]
- Замок Ордьер[фр.] (XV век). Исторический памятник с 1989 года[6]

## Фотогалерея

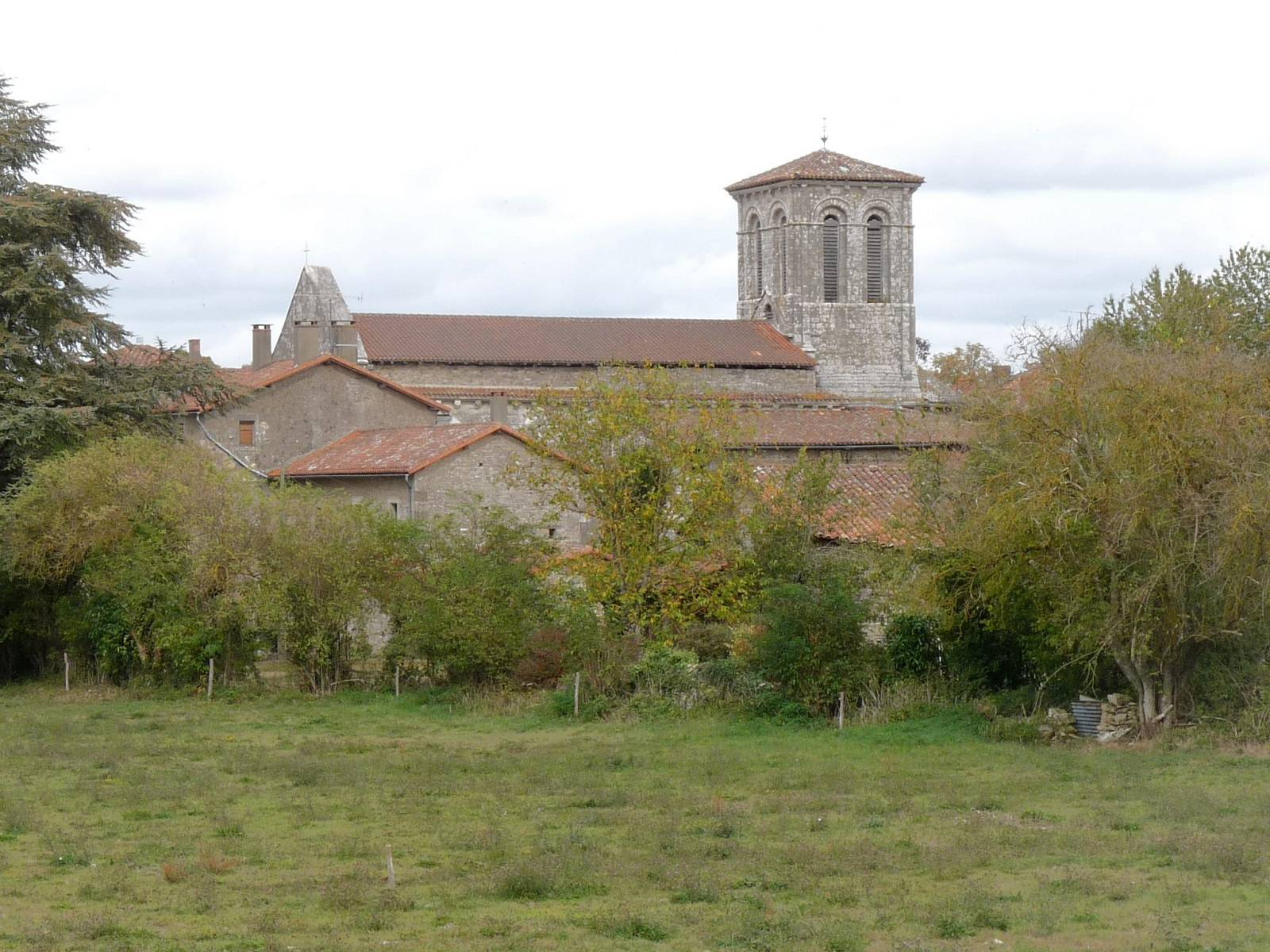
Церковь Сен-Жюстиньен
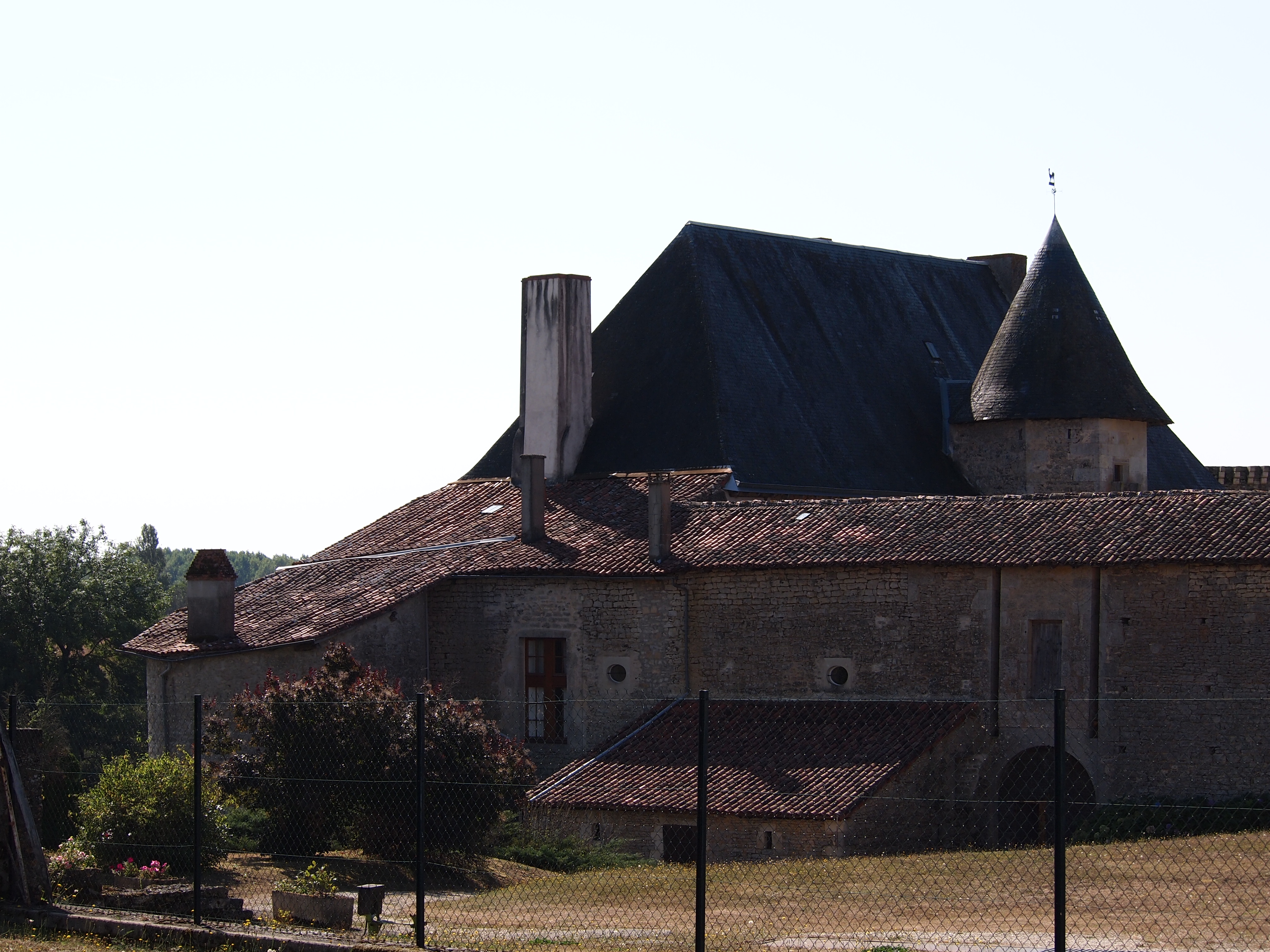
Замок Ордьер
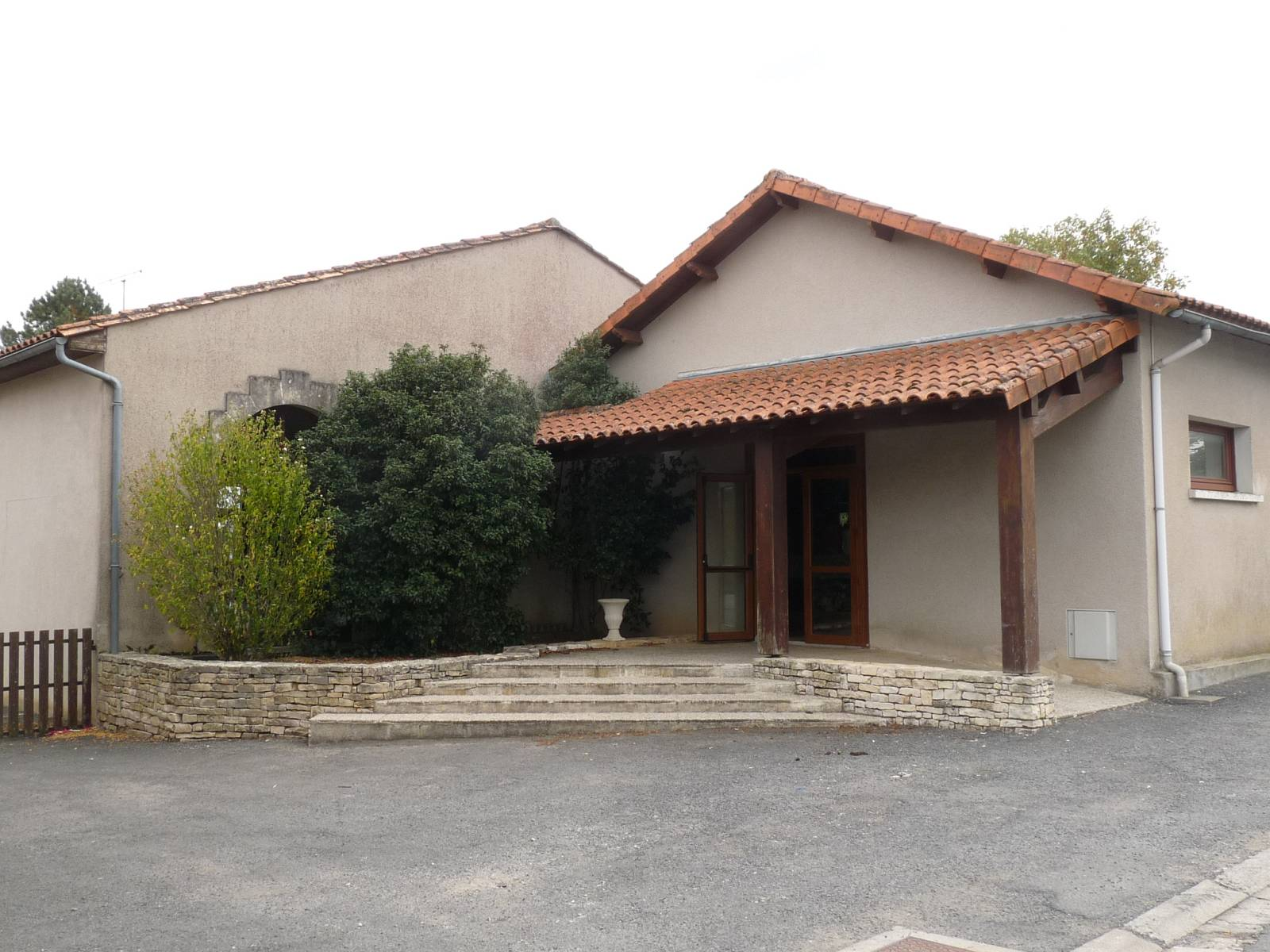
Зал